# Francesca Manieri
Francesca Manieri, född 1979 i Palestrina, är en italiensk manusförfattare. Hon har arbetat med film-, TV- och teatermanus sedan mitten av nollnolltalet. 2022 uppmärksammades hon för sitt bidrag till långfilmen Min enastående mamma och 2024 för Supersex. För den sistnämnda TV-serien, omkring porrskådespelaren Rocco Siffredis liv, stod hon både för manus och originalidé. Tidigare har hon även uppmärksammats för TV-serien We Are Who We Are.

## Biografi

### Bakgrund
Manieri föddes i Palestrina, en mindre ort strax öster om Rom. Hon har en examen i filosofi och är feministiskt engagerad.
Hon studerade till filmskapare på den nationella filmskolan Centro sperimentale di cinematografia i Rom, varefter hon började samarbeta med filmregissörer som Peter Dal Monte och Giuseppe Piccioni. Tillsammans med den senare skrev hon manuset till Il rosso e il blu, och sedan följde filmer som La foresta di ghiaccio (i regi av Claudio Noce), Vergine giurata (i regi av Laura Bispuri), Veloce come il vento (i regi av Mateo Rovere) och Nemiche per la pelle (i regi av Luca Lucini). Tillsammans med Sydney Sibilia och Luigi Di Capua författade hon manus till Smetto quando voglio – Masterclass. Genrevalet inkluderar komedier och dramer, genrefilmer och "festivalfilmer".

### 2010-talet
I slutet av nollnolltalet arbetade Manieri även flitigt med teatermanus, inklusive flera till uppsättningar på Nuovo Teatro i Neapel samt Teatro Colosseo. Därefter sysselsatte hon sig även med ett antal manus till kortfilmer och dokumentärer, och på senare år med allt fler TV-produktioner. Redan 2010 nominerades hon till en David di Donatello, för sin medverkan till kortfilmen Passing Time.
Hon har senare nominerats eller belönats med filmpriser för bland annat Il rosso e il blu, Vergine giurata, Veloce come il vento och Piccoli crimini coniugali.

### 2020-talet
2024 blev hon ett än mer uppmärksammat namn, i samband med att Netflix-serien Supersex hade premiär. Manieri har en bakgrund som författare till berättelser om kvinnlig egenmakt, så hon var mer än skeptisk när hon fick förslaget att utveckla en TV-serie om den beryktade italienske porrskådespelaren Rocco Siffredi och hans liv. Efter en veckas betänketid tackade hon dock ja, efter att hon insett att uppdraget gav henne en chans att få utforska "kärnan i den moderna manligheten". Resultatet blev en intim och karaktärsdriven coming of age-historia, om en skådespelare som medvetet arbetade fram en kall och hård filmpersona som stod i kontrast mot skådespelarens familjeliv.
Serien var ett projekt som Netflix italienska vice produktionschef Eleanora Andreatta förberett i flera års tid, med en enligt henne "utmanande men äkta historia" som kan lyfta debatten om den moderna västerländska sexualiteten, i en tid av genusdebatt och internetpornografi. En av seriens regissörer är Matteo Rovere, som 2016 regisserade Veloce come il vento efter Manieris manus. Manieri ser filmens ämne pornografin som en spegel av den moderna besatthet där människor har svårt att kombinera kärlek och sexualitet. Både Siffredi och Manieri fick stor uppmärksamhet när de närvarade på 2024 års filmfestival i Berlin.
Ett annat uppmärksammat manus från senare år är det till Min enastående mamma, en långfilm från 2022 med bland andra Penélope Cruz. Ämnet, transsexualism i 1970-talets Sydeuropa, har tidigare bland annat synts i spanska Cambio de sexo (1977, med Victoria Abril i rollen som José María/María José).

## Verk

### Långfilmer och dokumentärer (manus)
- Solo per oggi (dokumentär, 2005) – manus med Andrea De Sica[15]

- Oliver trans (2006)
- Sirlei (2007)
- L'inferno sono gli altri, regi av Andrea De Sica (2007)
- L'esame, regi av Andrea De Sica (dokumentär, 2007)[15]
- Vite infortunate (dokumentär, 2007)[15]
- Palude, regi av Stefano Lorenzi (2008)[15]
- All Human Rights for All, regi av Antonello Grimaldi (2008)
- Zanzibar – una storia d'amore (dokumentär, 2009) – manus och regi med Monica Pietrangeli[15]
- La Guarigione (2009)

- Il rosso e il blu, regi av Giuseppe Piccioni (2012)
- Menhir (2013)
- Moby Prince, regi av Daniele Vicari (2013)
- Passione sinistra, regi av Marco Ponti (2013) – synopsis
- La foresta di ghiaccio, regi av Claudio Noce (2014)
- Vergine giurata, regi av Laura Bispuri (2015)
- Veloce come il vento, regi av Matteo Rovere (2016)
- Nemiche per la pelle, regi av Luca Lucini (2016)
- Piccoli crimini coniugali, regi av Alex Infascelli (2017)
- Smetto quando voglio (regi av Sydney Sibilia)
  - Smetto quando voglio – Ad Honorem (2017)[16]
  - Smetto quando voglio – Masterclass (2017)[17]
- Amori che non sanno stare al mondo, regi av Francesca Comencini (2017)
- Dove cadono le ombre, regi av Valentina Pedicini (2017)
- Figlia mia, regi av Laura Bispuri (2018)
- Il primo re, regi av Matteo Rovere (2019[18])
- L'incredibile storia dell'Isola delle Rose, regi av Sydney Sibilia (2020)
- Marcel!, regi av Jasmine Trinca[19] (2022[20])
- Min enastående mamma (L'immensità), regi av Emanuele Crialese (2022)[3]

### Kortfilmer (manus)[15]
- Il grande spettacolo, regi av Andrea De Sica (2008)
- Grande spettacolo stasera, regi av Andrea De Sica (2009)
- Salve regina, regi av Laura Bispuri (2010)
- Solo un gioco, regi av Elisa Amoruso (2010)
- Passing Time, regi av Laura Bispuri (2010)
- The Cricket, regi av Stefano Lorenzi (2011)
- Era ieri, regi av Valentina Pedicini (2016)

### Television[15](manus[21])
- Il miracolo, TV-serie för Sky Italia, regi av Niccolò Ammaniti (2018)
- Romulus, TV-serie (2020–) – en av fyra manusförfattare[22]
- Luna nera, miniserie för Netflix, regi av Francesca Comencini et al (2020) – en av tre idégivare[23]
- We Are Who We Are, miniserie, regi av Luca Guadagnino (2020)
- Anna, TV-serie (2021)
- Supersex, TV-serie (2024) – även seriens idégivare[24] och produktionsassistent

### Teater[15]
- L'uomo piegato, regi av Pierpaolo Sepe (2006) – dramaturgi
- Mister T, regi av Pierpaolo Sepe (2006) – manus
- L'altra metà, Teatro Cometa Off, regi av Laura Bispuri (2007) – manus
- Via Longoni – notturno per una regina, Teatro Colosseo (Castelverde) – regi
- Il senso della lotta, Teatro Colosseo (Rom), regi av Pierpaolo Sepe (2007) – manus
- L'amorosa inchiesta, Teatro Valle (2009) – regiassistent
- Atto senza parole e altri testi, Nouvo Teatro (Neapel), regi av Pierpaolo Sepe (2009)
- Chinese coffee, Nuovo Teatro (Neapel), regi av Pierpaolo Sepe (2010)
- Erodiade, Teatro Piccoli Eliseo, regi av Pierpaolo Sepe (2010) – dramaturgi
- Maria, Nuovo Teatro (Neapel), regi av Antonio Latella (2011) – manus

## Utmärkelser och nomineringar
- 2010 – David di Donatello – priset för bästa kortfilm (Passing Time)[7]
- 2013 – nominering till Nastro d'argento[8][25] – priset för bästa manus (2013), för Il rosso e il blu
- 2015 – Tribeca Film Festival[9] – Nora Ephron-priset, för Vergine giurata
- 2017 – nominering till David di Donatello[26] – priset för bästa originalmanus, för Veloce come il vento
- 2017 – nominering till Nastro d'argento – priset för bästa manus, för Piccoli crimini coniugali